# 创世纪 (游戏)
《创世纪》，后称为《创世纪I：第一个黑暗时期》，是角色扮演游戏系列创世纪的首作。是由加利福尼亚太平洋电脑公司发行。
描述在本系列之后的作品中成为圣者的的勇者，打倒持着不朽寶珠给索沙利亞世界带来灾厄的蒙丹巫师的冒险故事。勇者在4个大陆与8个城镇和迷宫中完成任务，后来甚至进入宇宙空间驾驶战斗艇，使用公主给予的时间机器回到蒙丹得到不死力量之前1000年前的世界，最后破坏不朽寶珠打倒蒙丹而成功。
《Softline》在1981年称“《创世纪》似乎是”苹果II上最好的角色扮演类游戏。作品舞台中四大陆中的一个，“Lands of Lord British”在之后的作品中成为主舞台不列顛尼亞，其余的三个之一也在之后的作品中有过登场。